# 都営バス八王子支所
都営バス八王子支所（とえいバスはちおうじししょ）は、かつて東京都八王子市明神町に存在していた都営バス（東京都交通局）の支所。正式名称は新宿自動車営業所八王子支所。営業所記号はX。1949年（昭和24年）12月25日開設、1986年（昭和61年）3月31日廃止。

## 概要
所属車両のナンバープレートは、1985年（昭和60年）2月4日の東京陸運事務所八王子支所（現：八王子自動車検査登録事務所）開設による八王子ナンバー交付開始前の車両導入だったため、全車が多摩ナンバーで登録されていた。
乗車・運賃支払方式は、青梅支所と同様に中乗り前降り整理券方式であった。
営業所の敷地は、京王八王子駅北側の浅川沿いに所在していた。閉所後の跡地には、1991年4月1日に旧社会保険庁により「社会保険八王子健康管理センター」「とうきょう社会保険センター八王子」が開設されたが、2009年3月に民間に売却され「八王子健康管理センター」「八王子健康スポーツセンター」となり、健康診断などを行う健康管理施設のほか、ジム・プールなどのスポーツ施設を備えた建物となっている。

## 歴史
多摩地域の振興を目的として、1949年（昭和24年）8月7日に青梅支所が開設され、同年12月25日に東京23区外で2番目の支所として八王子支所が開設された。所管路線は京王帝都電鉄（現：京王電鉄バス）と共同運行していた302系統→立73系統の1路線のみで、これは廃止まで変わらなかった。
1960年代から1970年代にかけて、急速なモータリゼーションと鉄道の高速化により経営状況が悪化し、1972年には八王子駅北口 - 日野駅 - 立川駅北口間へ路線を短縮した。
1984年には青梅支所と同時に、路線の存続を図るため沿線自治体が公共負担を行う旨の締結を交わした。八王子支所の立73系統では、八王子市・日野市・立川市の沿線3市と締結し、同時に中型車7台（X-N807 - 813号車。いすゞ・ジャーニーK、P-LR312J）を導入している。しかし翌1985年、3市のうち八王子市と立川市が公共負担分を計上しなかったため、東京都交通局は同年12月に立73系統を廃止、同時に中型車は上部組織の新宿営業所（現：新宿支所）へ転属した。またこの廃止により、都営バスは八王子市・日野市・立川市より撤退した。
以降は八王子分駐所として特定車のみの拠点としていたが、1986年3月に八王子分駐所は廃止、特定車も青梅支所の大和操車所に移管となった。立73系統の廃止後は京王帝都電鉄の単独運行となったが、のちに京王でも路線廃止されている（後述）。

## 沿革
- 1949年（昭和24年）
  - 8月7日 - 青梅支所が開設（当初は堀ノ内自動車営業所青梅支所）。
  - 12月25日 - 新宿営業所八王子支所として開設。302系統：新宿駅西口 - 八王子駅北口間を設定し京王帝都電鉄と共同運行とする。
- 1972年（昭和47年）
  - 5月1日 - 302系統：新宿駅西口 - 日野橋交差点間を廃止。
  - 12月1日 - 302系統を立73へ改番、立川駅北口 - 日野駅の区間便を新設。
- 1985年（昭和60年）12月15日 - 立73廃止により一般路線の担当を終える。八王子分駐所へ格下げされ、特定バスのみ営業する。
- 1986年（昭和61年）3月31日 - 八王子分駐所を廃止。特定バスは青梅支所大和操車所へ移管される。

## 担当路線

### 立73系統
- 302：新宿駅西口 - 笹塚 - 代田橋 - 下高井戸 - 桜上水 - 千歳烏山 - 調布 - 飛田給 - 東府中 - 立川温泉（現：日野橋交差点）- 立川駅北口 - 立川温泉 - 日野駅 - 日野自動車 - 大和田坂上 - 明神町 -八王子駅北口（京王帝都電鉄八王子営業所=現：京王電鉄バスと共同運行）
- （302→）立73：立川駅北口 - 立川市役所 - 日野橋交差点 - 日野駅 - 日野自動車 - 大和田坂上 - 明神町 -八王子駅北口
- 立73：立川駅北口 - 立川市役所 - 日野橋交差点 - 日野駅
- 立73：八王子車庫（明神町） - 八王子駅北口

1949年（昭和24年）12月15日、青梅地区の路線開設（青梅 - 荻窪駅間、現在の梅70系統）に少し遅れて開通した。
新宿駅西口から甲州街道（国道20号、旧甲州街道区間を含む）をひたすら一直線に走り、日野橋交差点で左折して八王子駅へと向かった。当初は立川駅を経由しなかったが、1950年（昭和25年）に立川駅に寄る経路に変更された。
しかし急速なモータリゼーションによる渋滞の悪化と、新宿 - 八王子間が京王線・国鉄中央線の高速化により、京王線特急や中央線特別快速（中央特快）で約40分で結ばれるようになったこともあり、1972年（昭和47年）4月30日限りで新宿 - 立川間が廃止された。その後は立川 - 八王子間に短縮されて存続するが、1985年（昭和60年）12月15日限りで都営が撤退して廃止となった。

廃止後は京王帝都が運行を引き継ぎ、系統番号はそのままで立川駅北口 - 日野駅間で運行されたが、2015年（平成27年）3月29日限りで廃止となっている。また立川 - 府中間は同じく京王帝都電鉄の府中営業所（現：京王バス）が立62の系統番号で引き続き運行したが、これも2006年（平成18年）1月29日限りで廃止されている。

本系統の廃止後長らく、甲州街道上の新宿 - 調布間は一般路線バスが運行していなかったが、2000年（平成12年）に小田急バスが休日のみの季節運行で新宿 - よみうりランド線を開設して路線バスが復活し、現在も若林営業所から委託された小田急ハイウェイバス世田谷営業所が運行している。

## 車両
指定車種：いすゞ自動車＋川崎ボディ（→アイ・ケイ・コーチ）
昭和59年度（1984年度、N代）に都営バス初の中型車として、八王子支所ではいすゞ・ジャーニーK (P-LR312J) を7台（X-N807～X-N813）導入した。同時に青梅支所でも日野・レインボーRJ（P-RJ172BA）を導入している。これらは多摩地区の利用状況に応じ採算面で中型化したものだが、双方とも冷暖房車での導入となり旅客サービス面では向上した。これにより経年車のモノコックバスを置き換えた。
それ以前には、昭和46年度（1971年度、X代）にいすゞ・BU05Dの標準床車を10台（X-X670～X-X679）、アイボリーとブルーのいわゆる「美濃部カラー」で導入したが、ジャーニーKへの代替により、1984年から1985年末までに除籍されている。　
八王子支所廃止時の在籍車両のうち、ジャーニーKは全車が八王子支所を所轄していた新宿営業所へ転属した。四80系統（四谷駅前 - 赤坂アークヒルズ）などで使用されたのち、小滝橋自動車営業所へ再転属し、1994年度までに全車が除籍された。